# Psittacara chloropterus
Il parrocchetto di Hispaniola (Psittacara chloropterus (Souancé, 1856)) è un uccello della famiglia degli Psittacidi.

## Descrizione
Si presenta con piumaggio generale verde con segni rossi sulle spalle e sul sottoala; anello perioftalmico bianco, iride arancio, becco e zampe grigiastre e taglia attorno ai 32 cm. Il colore rosso dei soggetti immaturi è molto meno marcato.

## Distribuzione e habitat
È presente solo in un'area della Repubblica Dominicana, la Sierra de Baoruco, dove è abbastanza comune. È praticamente estinta nelle altre regioni in cui era presente; per questo è in pericolo di estinzione.
Vive nelle boscaglie e nelle foreste di palma fino a 3500 metri di quota.

## Tassonomia
Sono state descritte due sottospecie:
- P. c. chloropterus (sottospecie nominale)
- P. c. maugei †, simile alla sottospecie nominale ma con il rosso più esteso e marcato[3].